# David Terans
Miguel David Terans Pérez (Montevideo, 11 agosto 1994) è un calciatore uruguaiano, attaccante del Peñarol in prestito dal Fluminense.

## Carriera

### Club
Ha esordito nella massima serie del campionato uruguaiano con il Rentistas nella stagione 2013-2014, giocando 22 partite.

## Palmarès
- Recopa Sudamericana: 1

Fluminense: 2024